# Carabine Tigre
La carabine Tigre est une copie espagnole de la Winchester 1892.

## Caractéristiques et mécanisme
Cette carabine à levier de sous-garde est construite en bois et en acier. L’éjection des douilles se fait par le haut de l’arme. Elle a reçu un canon rond. Les organes de visée sont simples : hausse à crémaillère et guidon à lame. Certains modèles peuvent recevoir une lunette de visée. La plupart sont en acier bronzé.

## Données numériques
- Calibre : .44 Largo ;
- Canon : 56 centimètres ;
- Longueur : 99,5 centimètres ;
- Masse de l'arme vide : 2,9 kilogrammes ;
- Magasin de 12 coups.

## Production et diffusion
Plus d'un million de Carabine Tigre sortirent des usines Gárate y Anitua (sises à Eibar au Pays basque espagnol) entre 1915 et 1939 sous le nom de Fusil Tigre.
À partir des années 1920, elle fut exportée en Amérique latine et vendu aux gauchos et autres rancheros.
La Guardia Civil espagnole  fut dotée de la carabine Tigre. Elle arma aussi les personnels de plusieurs autres administrations espagnoles comme les  Guardas Jurados, Guardia Foral, Guardia Forestal, Dirección General de Instituciones Penitenciarias ; celle-ci connaissant  ainsi un emploi dans la Guerre civile espagnole durant dans la Guerre civile espagnole.